# Henri Cartan
Henri Cartan (Nancy, Francia, 8 de julio de 1904 - París, Francia, 13 de agosto de 2008) fue un matemático y profesor francés.
Hijo de Marie Louise Bianconi y  Élie Cartan. Nació en Nancy, y estudió en el Lycée Hoche en Versalles, y más tarde en la Escuela Normal Superior de París. Fue profesor en diversas universidades francesas, y vivió la mayor parte de su vida en París.
Es famoso por su trabajo en la teoría de haces, base de la moderna geometría algebraica. Fue miembro fundador del grupo Bourbaki, del que fue uno de los más activos miembros. Junto a Samuel Eilenberg publicó Homological Algebra (1956).
Además es el autor de los libros Cálculo Diferencial (Ed. Omega, 1978), Formas Diferenciales (Ed. Omega, 1999) y Theorie Elementaire des Fonctions Analytiques d une ou Plusieurs Variables Complexes (1961).